# Mortorps distrikt
Mortorps distrikt är ett distrikt i Kalmar kommun och Kalmar län.
Distriktet ligger sydväst om Kalmar.

## Tidigare administrativ tillhörighet
Distriktet inrättades 2016 och utgörs av socknen Mortorp i Kalmar kommun.
Området motsvarar den omfattning Mortorps församling hade vid årsskiftet 1999/2000.